# Odzywka (brydż)
Odzywka (ang. bid) – zapowiedź zgłaszana w czasie licytacji składająca się z liczby (od 1 do 7) oraz miana, którym może być: trefl (♣️), karo (♦️️), kier (♥️️), pik (♠️) lub bez atu (BA).
Odzywka jest deklaracją wzięcia określonej liczby lew podczas rozgrywki. 
Liczba oznacza liczbę lew deklarowanych ponad 6 lew obowiązkowych, czyli w sumie deklarowanych jest 6+N lew.
Wynika to stąd, że minimalna deklaracja musi zobowiązywać do wzięcia większej liczby lew niż wezmą przeciwnicy, którzy nic nie deklarują.
Do wzięcia jest 13 lew, a więc minimalny poziom deklaracji to 7 lew.
Miano określa kolor atutowy jaki będzie obowiązywał podczas rozgrywki. 
Przykładowo, odzywka  1 trefl (1♣️) jest deklaracją wzięcia 7 (6+1) lew, jeśli kolorem atutowym będą trefle, odzywka 3 kier (3♥️) deklaruje wzięcie 9 (6+3) lew, jeśli atutami będą kiery, a 7 bez atu (7BA) oznacza deklarację wzięcia wszystkich 13 (6+7) lew, jeśli podczas rozgrywki nie będzie koloru atutowego. 
Zapowiedzi pas, kontra i rekontra, używane podczas licytacji, formalnie nie są uznawane za odzywki.